# Привокзальная площадь (Ломоносов)
Привокза́льная площадь — площадь в городе Ломоносове Петродворцового района Санкт-Петербурга. Расположена перед зданием вокзала железнодорожной станции Ораниенбаум I на перекрёстке Кронштадтской улицы, Петербургской улицы и Привокзальной улицы, а также безымянного проезда к Угольной улице и набережной Сидоровского канала.

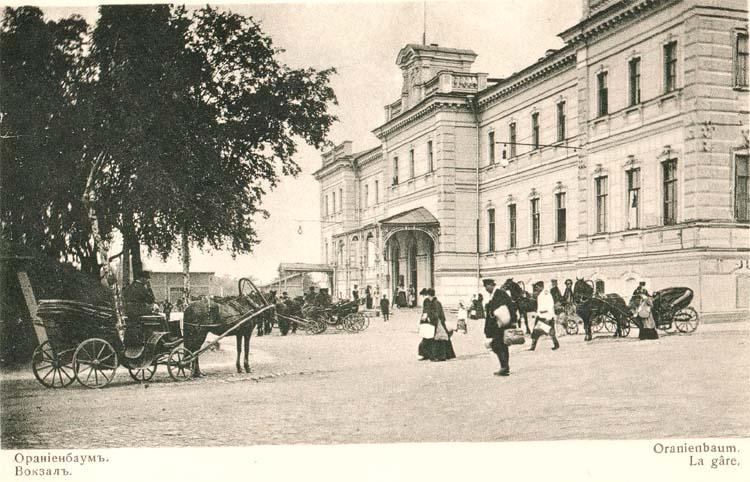
Площадь в начале XX века

Название Привокзальная площадь известно с 1864 года. Оно дано по местоположению перед железнодорожным вокзалом (Привокзальная улица, 1б).
В октябре 1931 года была переименована в площадь Жертв Револю́ции, поскольку в нынешнем Привокзальном сквере на площади были захоронены участники подавления Кронштадтского восстания 1921 года, перезахоронены участники восстания 1-го Ораниенбаумского пулемётного запасного полка Ораниенбаумского гарнизона в 1917 году и лётчики авиации К. Техтель и А. Бахвалов, погибшие в 1919 году. Сейчас одна из могил (генерал-майора А. И. Сафонова) охраняется государством как объект культурного наследия регионального значения.
10 декабря 2009 года площади было возвращено историческое название Привокзальная.